# Rock 'n' roll woman (Buffalo Springfield)
Rock 'n' roll woman is een lied van Buffalo Springfield dat werd geschreven door Stephen Stills. Het verscheen in 1967 op een single met A child's claim to fame op de B-kant. Daarnaast verscheen het dat jaar op het album Buffalo Springfield again. De single bereikte nummer 44 in de Billboard Hot 100.
Er verschenen covers van het nummers op albums van diverse artiesten, onder wie The Road (The road, 1970), Decameron (Mammoth special, 1974), Southwest F.O.B. (Smell of incense, 1998), The Steady, Freddie 5 (Five way street - A tribute to Buffalo Springfield, 2006), Diesel Park West (Damned anthems, 2007) en Mark Morriss (The taste of Mark Morriss, 2015).